# Cần Giuộc (huyện)
Cần Giuộc là một huyện nằm ở phía đông bắc tỉnh Long An, Việt Nam.

## Địa lý
Huyện Cần Giuộc nằm ở phía đông nam của tỉnh Long An, có vị trí địa lý:
- Phía đông giáp huyện Nhà Bè và huyện Cần Giờ thuộc Thành phố Hồ Chí Minh
- Phía tây giáp huyện Bến Lức
- Phía nam và tây nam giáp huyện Cần Đước
- Phía bắc giáp huyện Bình Chánh, Thành phố Hồ Chí Minh.

Theo thống kê năm 2019, huyện có diện tích 215,10 km², dân số là 214.914 người, mật độ dân số đạt 999 người/km².
Cần Giuộc nằm ở vành đai vòng ngoài của vùng phát triển kinh tế trọng điểm phía Nam, là cửa ngõ của Thành phố Hồ Chí Minh tới các tỉnh Đồng bằng sông Cửu Long qua Quốc lộ 50, từ Biển Đông qua cửa sông Soài Rạp và hệ thống đường thủy thông thương với các tỉnh phía Nam.
Đây cũng là địa phương có dự án Đường cao tốc Bến Lức – Long Thành đi qua đang được xây dựng.

### Địa hình
Địa hình Cần Giuộc mang đặc trưng của đồng bằng gần cửa sông, tương đối bằng phẳng, song bị chia cắt mạnh bởi sông rạch. Địa hình thấp (cao độ 0,5 – 1,2m so với mặt nước biển), nghiêng đều, lượn sóng nhẹ và thấp dần từ Tây Bắc sang Đông Nam. Sông Rạch Cát (còn gọi sông Cần Giuộc) dài 32 km, chảy qua Cần giuộc theo hướng Bắc – Nam, đổ ra sông Soài Rạp, chia Cần Giuộc ra làm 2 vùng với đặc điểm tự nhiên, kinh tế khác biệt. Vùng thượng có cao độ so với mặt biển 0,8 – 1,2m, địa hình tương đối cao ráo. Hiện nay hầu hết diện tích đã được ngăn mặn nhờ hệ thống công trình thủy lợi đê Trường Long, đê Phước Định Yên và cống – đập Trị Yên, cống – đập Mồng Gà.
- Vùng thượng gồm: Thị trấn Cần Giuộc và 7 xã là Long An, Thuận Thành, Phước Lâm, Mỹ Lộc, Phước Hậu, Long Thượng, Phước Lý
- Vùng hạ có 7 xã là: Long Phụng, Đông Thạnh, Tân Tập, Phước Vĩnh Đông, Phước Vĩnh Tây, Phước Lại, Long Hậu. Vùng hạ có cao độ so với mặt nước biển 0,5 – 0,8m, có mật độ sông rạch tự nhiên dày đặc. Một số khu vực thấp cục bộ là lòng sông cổ chưa được phù sa bồi lắng lấp đầy, cao độ chỉ 0,2 – 0,4m. Công trình thủy lợi cống, đập Ông Hiếu với tuyến đê dài 11,85 km phục vụ ngăn mặn trữ ngọt cho trên 2.000 ha sản xuất lúa 2 vụ/năm. Còn lại hầu hết diện tích vùng hạ thích hợp cho sản xuất lúa 1 vụ và nuôi thủy sản.

### Khí hậu
Cần Giuộc mang đặc trưng khí hậu nhiệt đới gió mùa và ảnh hưởng của đại dương nên độ ẩm phong phú, ánh nắng dồi dào, thời gian bức xạ dài, nhiệt độ và tổng tích ôn cao, biên độ nhiệt ngày và đêm giữa các tháng trong năm thấp, ôn hòa.
Nắng hầu như quanh năm với tổng số giờ nắng trên dưới 2.700 giờ/năm.
Nhiệt độ không khí hàng năm tương đối cao:
- Nhiệt độ trung bình năm là 26,9 °C
- Nhiệt độ trung bình mùa khô là 26,5 °C
- Nhiệt độ trung bình mùa mưa là 27,3 °C
- Tháng nóng nhất là tháng 4 và 5 là 29 °C
- Tháng mát nhất là tháng 12 và tháng 1 là 24,7 °C
- Nhiệt độ cao nhất trong năm có thể đạt 40 °C và thấp nhất 14 °C.

Một năm chia ra 2 mùa rõ rệt:
- Mùa mưa bắt đầu từ tháng 5 đến tháng 11 với tổng số lượng mưa chiếm từ 95 – 97% lượng mưa cả năm. Tháng mưa nhiều nhất là tháng 9 và tháng 10
- Mùa khô từ tháng 12 đến tháng 4, lượng mưa mùa nầy chỉ chiếm từ 3 – 5% tổng lượng mưa cả năm.

Tổng lượng mưa bình quân 1.200 – 1.400 mm/năm.
Độ ẩm độ không khí trung bình trong năm 82,8%, trong mùa khô độ ẩm tương đối thấp: 78%.
Lượng bốc hơi trung bình 1.204,5 mm/năm.
Chế độ gió theo 2 hướng chính: 
- Mùa khô thịnh hành gió Đông Bắc
- Mùa mưa thịnh hành gió Tây Nam.

### Tài nguyên đất
Đất Cần Giuộc thành tạo bởi phù sa trẻ của hệ thống sông Đồng Nai và sông Vàm Cỏ, tạo nên đồng bằng gần cửa sông với các đặc trưng sau:
- Đất mặn, phèn chiếm 48,34% diện tích tự nhiên với 10.103 ha, có thành phần cơ giới nặng (tỉ lệ sét vật lý cao 50 – 60%) và nồng độ độc tố cao (SO42-, Cl-, Al3+, Fe2+, ...), ít thích hợp cho sản xuất cây trồng cạn, nhưng lại là nơi trồng lúa thơm và lúa đặc sản (Tài nguyên, Nàng thơm, Hương lài – khaodawk Mali, ...) cho chất lượng cao và nuôi thủy sản nước mặn – lợ (tôm sú, cá nước lợ, cua lột, ...) có hiệu quả.
- Đất phù sa 4.132 ha, phân bố chủ yếu ở các xã Vùng thượng là loại đất tốt nhất, có thành phần cơ giới thịt trung bình, do khai thác lâu đời nên hàm lượng N, P, K tổng số từ trung bình đến nghèo, độ pH KCL 5,5 – 6,2; đặc biệt có một số nguyên tố vi lượng với nồng độ khá cao (Bore, Cobal, Kẽm, Molipden). Đây là vùng đất thích hợp cho trồng rau và lúa đặc sản chất lượng cao, do tính chất đất tạo nên lợi thế cho sản phẩm hàng hóa có hương vị đặc biệt.

### Tài nguyên nước
Tài nguyên nước mặt của Cần Giuộc khá dồi dào, với sông Cần giuộc, Cầu Tràm, Mồng Gà, Kinh Hàn, Soài Rạp và hơn 180 kinh rạch lớn nhỏ khác. Tuy nhiên, do gần Biển Đông, chịu ảnh hưởng của thủy triều nên nguồn nước các sông đều bị nhiễm mặn (độ mặn các sông chính Vùng hạ từ 7 – 15% vào mùa khô), ảnh hưởng không tốt đến nguồn nước dùng cho sản xuất và đời sông dân cư, song lại thích hợp cho nuôi thủy sản nước lợ. Từ sau ngày giải phóng đến nay, Nhà nước và nhân dân Cần Giuộc đã có nhiều nỗ lực xây dựng các công trình thủy lợi ngăn mặn, trữ ngọt như Đập Ông Hiếu, Mồng Gà, Trị Yên, hàng trăm km kinh nội đồng, nhiều cống đầu mối, đã đáp ứng một phần nhu cầu nước cho sản xuất và đời sống của nhân dân.
Nguồn nước ngầm phân bố không đều trên địa bàn Cần Giuộc. Ở các xã Vùng thượng nguồn nước ngầm có trữ lượng khá, các giếng khoan ở độ sâu 100 – 120m chất lượng nước có thể khai thác phục vụ sản xuất và sinh hoạt cộng đồng dân cư. Tuy nhiên, ở các xã Vùng hạ trữ lượng nước ngầm từ ít đến rất ít, tầng nước xuất hiện ở độ sâu 200 – 300m, chất lượng kém, hàm lượng Fe2+, muối cao nên việc khai thác nước ngầm phục vụ đời sống và sản xuất phải qua các khâu xử lý rất tốn kém. Hiện trên địa bàn Cần Giuộc có trên 1.200 giếng nước ngầm, hiện tượng khai thác quá mức có nguy cơ gây ô nhiễm nguồn nước (đã có hiện tượng khai thác quá mức, gây tụt áp 1 – 2m vào mùa khô). Nhà nước khuyến cáo dân không nên lạm dụng khai thác nước ngầm cho sản xuất mà cố gắng tận dụng nguồn nước mặt bằng cách nạo vét kinh rạch, vận hành các cống hợp lý để tăng trữ lượng nước ngọt phục vụ nhu cầu trong mùa khô.

### Thủy văn
Cần Giuộc có vị trí gần Biển Đông, lại ở ngay cửa sông lớn (sông Soài Rạp) nên sông rạch ở Cần Giuộc chịu ảnh hưởng của chế độ bán nhật triều của Biển Đông với biên độ triều lớn. Biên độ triều trong năm biến thiên trong khoảng 3,95 m. Đỉnh triều trong năm cao nhất vào tháng 3, 4 (H max – 170 cm); mặt nước triều thấp nhất vào tháng 8, 9 (H min – 284 cm). So với cao trình mặt đất bình quân 0,5 – 1,2 m, chế độ triều như vậy rất thích hợp cho việc đào ao đầm nuôi thủy sản; việc cấp nước và tiêu nước hoàn toàn tự chảy theo triều. Tuy nhiên, nếu triều cường kết hợp với mưa cường độ cao, nhất là khi có lũ đầu nguồn, nhiều nguy cơ phá vỡ đê đập ngăn mặn hoặc đê bao nuôi thủy sản. Trên thực tế hàng trăm huyện đã phải chi hàng trăm triệu đồng để tu bổ hệ thống đê, đập ngăn mặn và cũng có vài năm dân Vùng hạ bị thiệt hại hàng trăm hecta nuôi thủy sản do mực nước triều vượt đê.

## Lịch sử

### Thời kỳ trước năm 1859
Thời kỳ trước năm 1859, thời khẩn hoang mở đất, xác lập tổ chức hành chính của Nhà nước triều Nguyễn.
Cần Giuộc thuộc đất Gia Định xưa – một thời còn gọi là "xứ Đồng Nai", nơi đã hình thành nước Phù Nam vào thế kỷ thứ nhất và bị Chân Lạp chinh phục vào thế kỷ VI. Các kết quả khảo cổ tại di tích lịch sử khảo cổ học Chùa Núi (thuộc xã Đông Thạnh) cho thấy vùng đất Cần Giuộc cách nay 2.000 - 3.000 năm đã có người sinh sống nhưng do địa thế đất đai chưa ổn định nên đến cuối thế kỷ XVI hầu hết vùng này vẫn còn là rừng rậm hoang vu. Vào đầu thế kỷ XVII, một lớp lưu dân người Việt từ phía Bắc tha phương cầu thực hoặc chạy nạn thiên tai, nạn Nhà Trịnh – Nhà Nguyễn phân tranh, nội loạn Lê – Trịnh, vào xứ Đồng Nai, Sài Gòn khai hoang lập ấp; có một bộ phận là những người tù tội bị lưu đày biệt xứ. Về sau còn có thêm những binh lính đào ngũ, rã ngũ trong thời kỳ tranh chấp Nguyễn Ánh – Tây Sơn. Đặc biệt, vào cuối thế kỷ XVIII và đầu thế kỷ XIX, những quan lại, những người có tiền của, quyền thế mang theo nô tỳ và chiêu mộ dân nghèo vào phương Nam khẩn đất theo chính sách "dinh điền" của Nhà Nguyễn.
Năm 1698, Nguyễn Hữu Cảnh được cử vào Nam kinh lý, lấy đất Nông Nại (từ bờ biển Vũng Tàu vào Sài Gòn đến Sông Vàm Cỏ) đặt làm phủ Gia Định. Phủ Gia Định gồm 2 huyện: Phước Long trên vùng đất Đồng Nai, Tân Bình trên vùng đất Sài Gòn. Vùng Cần Giuộc thuộc huyện Tân Bình.
Năm 1802, Nguyễn Ánh lên ngôi lấy niên hiệu Gia Long, đổi phủ Gia Định thành trấn Gia Định, năm 1808 đổi trấn Gia Định làm thành Gia Định.
Năm 1832, Minh Mạng thứ 13, thành Gia Định được phân chia lại từ 5 trấn thành 6 tỉnh (gồm Phiên An, Biên Hòa, Định Tường, Vĩnh Long, An Giang, Hà Tiên) với 14 phủ, 41 huyện, lúc đó Cần Giuộc nằm trong huyện Phước Lộc, thuộc phủ Tân An, tỉnh Phiên An.
Năm 1836, sau khởi nghĩa của Lê Văn Khôi, vua Minh Mạng lại đổi tỉnh Phiên An thành tỉnh Gia Định và gọi toàn thành Gia Định là Nam Kỳ. Khái niệm Nam Kỳ - Lục tỉnh ra đời từ đấy.
Đến năm 1859, Pháp bắt đầu xâm lược Nam Kỳ. Lúc này tổ chức hành chính đã ổn định toàn cõi Nam Kỳ. Đất Cần Giuộc vẫn nằm trong huyện Phước Lộc, là một trong 4 huyện của phủ Tân An, thuộc tỉnh Gia Định.

### Thời kỳ Pháp thuộc 1862 – 1945
Sau năm 1862, Pháp chiếm 3 tỉnh miền Đông (Biên Hòa, Gia Định, Định Tường), chia tỉnh Gia Định làm 7 hạt; cai trị là chức quan tham biện nên còn gọi hạt là khu tham biện. Hạt nhỏ hơn phủ nhưng lớn hơn huyện. Phước Lộc thành khu tham biện riêng (tiền thân 2 huyện Cần Giuộc, Cần Đước). Tên gọi Cần Giuộc xuất hiện với tư cách là một đơn vị hành chính cấp huyện từ ngày 9 tháng 11 năm 1864.
Năm 1877, khu tham biện Phước Lộc giải thể, sáp nhập vào khu tham biện Chợ Lớn.
Năm 1899, bãi bỏ khu tham biện, Chợ Lớn đổi thành tỉnh, Cần Giuộc trở thành một quận của tỉnh Chợ Lớn (bao gồm cả địa bàn Cần Đước).
Năm 1923, tỉnh Chợ Lớn có 4 đại lý, sau gọi là quận: Cần Giuộc, Cần Đước, Trung Quận, Đức Hòa.
Năm 1939, quận Cần Giuộc gồm ba tổng:
- Tổng Phước Điền Thượng có 6 làng: Hưng Long, Long Thượng, Phước Lý, Quy Đức, Tân Kim, Tân Quý Tây
- Tổng Phước Điền Trung có 6 làng: Long An, Mỹ Lộc, Phước Hậu, Phước Lâm, Thuận Thành, Trường Bình
- Tổng Phước Điền Hạ có 8 làng: Đông Thạnh, Long Đức Đông, Long Hậu Tây, Long Phụng, Phước Lại, Phước Vĩnh Đông, Phước Vĩnh Tây, Tân Tập.

Quận lỵ đặt tại làng Trường Bình thuộc tổng Phước Điền Trung.
Sau Cách mạng tháng 8 năm 1945, Chính phủ Việt Nam dân chủ cộng hòa thành lập ở Nam Bộ 3 khu: 7, 8, 9. Cần Giuộc là một quận nằm trong tỉnh Chợ Lớn thuộc khu 7. Tỉnh Chợ Lớn lúc này gồm 4 quận: Đức Hòa, Trung Quận, Cần Giuộc, Cần Đước.
Tháng 7 năm 1957, Liên Tỉnh ủy Tân An – Chợ Lớn hợp nhất hai tỉnh thành tỉnh Long An, tách Mộc Hóa ra thành lập tỉnh Kiến Tường.

### Thời kỳ Việt Nam Cộng hòa 1955-1975
Cuối năm 1956, chính quyền Đệ Nhất Cộng hòa Việt Nam Tổng thống Ngô Đình Diệm cho nhập tỉnh Chợ Lớn với tỉnh Tân An thành tỉnh Long An, quận Cần Giuộc thuộc tỉnh Long An.
Năm 1957, chính quyền sáp nhập 3 xã: Hưng Long, Quy Đức và Tân Quý Tây thuộc tổng Phước Điền Thượng vào quận Bình Chánh mới thành lập thuộc tỉnh Gia Định. Cùng năm, tổng Dương Hòa Hạ (gồm 4 xã: Long Đức, Nhơn Đức, Hiệp Phước và Phú Lễ) vốn trước đó thuộc quận Nhà Bè, tỉnh Gia Định và tổng An Thịt (gồm 4 xã: An Thới Đông, Bình Khánh, Lý Nhơn và Tam Thôn Hiệp) vốn trước đó thuộc quận Cần Giờ, thị xã Vũng Tàu được sáp nhập vào quận Cần Giuộc.
Từ đó, quận Cần Giuộc có 4 tổng: An Thịt, Dương Hòa Hạ, Phước Điền Hạ và Phước Điền Trung.
Năm 1958, sáp nhập xã Phú Lễ và xã Long Hậu Tây thành một xã lấy tên là xã Long Phú Tây.
Năm 1959, tách tổng An Thịt để thành lập quận Quảng Xuyên thuộc tỉnh Phước Tuy.
Năm 1961, hai xã Long Đức và Nhơn Đức được trả lại cho quận Nhà Bè.
Từ năm 1962 chính quyền bỏ dần, đến năm 1965 bỏ hẳn cấp hành chính tổng, các xã trực tiếp thuộc quận.
Năm 1963, chính quyền đổi tên quận Cần Giuộc thành quận Thanh Đức. Tuy nhiên, đến năm 1965, quận được đổi lại tên cũ là Cần Giuộc.
Năm 1967, chính quyền Đệ Nhị Cộng hòa Việt Nam dưới quyền Tổng thống Nguyễn Văn Thiệu tách 8 xã của quận Cần Đước, nhập thêm một phần quận Cần Giuộc gồm: xã Phước Lý; ấp Thuận Tây của xã Thuận Thành; các ấp Long Đức, Phước Thuận của xã Phước Lâm và ấp Long Giêng của xã Phước Hậu để thành lập quận Rạch Kiến.
Đến năm 1970, quận Cần Giuộc có 17 xã: Đông Thạnh, Hiệp Phước, Long An, Long Đức Đông, Long Phú Tây, Long Phụng, Long Thượng, Mỹ Lộc, Phước Hậu, Phước Lại, Phước Lâm, Phước Vĩnh Đông, Phước Vĩnh Tây, Tân Kim, Tân Tập, Thuận Thành, Trường Bình. Quận lỵ đặt tại xã Trường Bình.

### Sau năm 1975
Sau năm 1975, Cần Giuộc là một huyện thuộc tỉnh Long An, địa giới của huyện cũng được điều chỉnh lại như sau:
- Chuyển xã Hiệp Phước về huyện Nhà Bè, Thành phố Hồ Chí Minh
- Chuyển xã Phước Lý thuộc quận Rạch Kiến vừa giải thể về huyện Cần Giuộc
- Sáp nhập hai xã Long Đức Đông và Long Phú Tây thành xã Long Hậu
- Tách một phần diện tích và dân số của xã Trường Bình để thành lập thị trấn Cần Giuộc (thị trấn huyện lỵ huyện Cần Giuộc).

Huyện Cần Giuộc có 17 đơn vị hành chính trực thuộc, bao gồm thị trấn Cần Giuộc và 16 xã: Đông Thạnh, Long An, Long Hậu, Long Phụng, Long Thượng, Mỹ Lộc, Phước Hậu, Phước Lại, Phước Lâm, Phước Lý, Phước Vĩnh Đông, Phước Vĩnh Tây, Tân Kim, Tân Tập, Thuận Thành, Trường Bình.
Ngày 27 tháng 4 năm 2015, thị trấn Cần Giuộc mở rộng được công nhận là đô thị loại IV.
Ngày 17 tháng 12 năm 2019, Ủy ban thường vụ Quốc hội ban hành Nghị quyết số 836/NQ-UBTVQH14 về việc sắp xếp các đơn vị hành chính cấp xã thuộc tỉnh Long An (nghị quyết có hiệu lực từ ngày 1 tháng 1 năm 2020). Theo đó:
- Sáp nhập toàn bộ diện tích tự nhiên, dân số của xã Tân Kim; một phần diện tích, dân số của các xã Trường Bình, Mỹ Lộc vào thị trấn Cần Giuộc
- Sáp nhập phần diện tích và dân số còn lại của xã Trường Bình vào xã Mỹ Lộc.

Huyện Cần Giuộc có 1 thị trấn và 14 xã như hiện nay.

## Hành chính
Huyện Cần Giuộc có 15 đơn vị hành chính cấp xã trực thuộc, bao gồm thị trấn Cần Giuộc (huyện lỵ) và 14 xã: Đông Thạnh, Long An, Long Hậu, Long Phụng, Long Thượng, Mỹ Lộc, Phước Hậu, Phước Lại, Phước Lâm, Phước Lý, Phước Vĩnh Đông, Phước Vĩnh Tây, Tân Tập, Thuận Thành.

## Văn hóa

### Lễ hội tín ngưỡng dân gian: có 97 lễ hội
1. Có 49 lễ hội là Lễ Cầu An, chủ yếu vào tháng Giêng, một vài nơi cuối tháng Chạp hoặc đầu tháng 2, đối tượng thờ là Thành Hoàng Bổn Cảnh. Lễ Cầu An ở Cần Giuộc, tuy là lễ hội được tổ chức trọng thể nhất trong các lễ hội khác ở đình làng các xã so với các lễ hội Hạ điền, Cầu bông,... nhưng về mặt quy mô vẫn ở mức trung bình, nghi thức vẫn chưa đầy đủ nên toàn bộ lễ hội ở Cần Giuộc vẫn là hội lệ
2. Có 2 lễ hội gắn với nhân vật được thờ là Hai Bà Trưng:
- Miếu Lộc Trung ở ấp Lộc Trung, xã Mỹ Lộc
- Nguyễn Văn Thành: đình Phú Thành ở ấp Phú Thành, xã Phước Lý

3. Có 1 lễ hội có đối tượng thờ đặc biệt là Anh hùng liệt sĩ thuộc miếu Vong Uất ở ấp Phước Hưng, xã Phước Lâm
4. Có 6 lễ hội là cúng Hạ điền, thời gian khoảng tháng 4 đến tháng 5 thờ Thần Nông
5. Có 8 lễ hội là cúng Cầu bông, thời gian khoảng từ tháng 9 đến tháng 11 thờ Thần Nông
6. Có 5 lễ hội cúng bà Chúa Xứ, thờ Chúa Xứ Nương Nương chủ yếu vào tháng 2 đến tháng 3
7. Có 19 lễ hội là cúng Bà Ngũ Hành, thờ Ngũ Hành Nương Nương, thời gian chủ yếu vào tháng 2 đến tháng 3
8. Có 1 lễ hội là cúng Thổ Thần
9. Có 1 lễ hội là cúng Tống phong
10. Có 6 lễ hội là cúng Tiên sư ở ấp Mương Chài.
Tất cả lễ hội ở Cần Giuộc, múa hát thờ trong khi tế chỉ có một hình thức là nhạc lễ và diễn trò lễ:
- Lễ vật dâng thánh trong Lễ Cầu An hầu hết là tế lợn sống, hoặc đầu lợn sống
- Lễ vật dâng thánh trong lễ cúng Hạ điền, cầu bông là gà, xôi nếp
- Lễ vật dâng thánh trong lễ cúng Bà Chúa Xứ, bà Ngũ Hành là gà, xôi nếp
- Có 1 lễ hội duy nhất lễ vật là đồ chay (cơm chay, trái cây) là lễ Cầu An, đình Lộc Tiền, ấp Lộc Tiền, xã Mỹ Lộc. Lý giải: do cộng đồng cư dân vùng này đa số là tín đồ đạo Cao Đài.

Không lễ hội nào ở Cần Giuộc có trò chơi dân gian.
Tất cả lễ hội ở Cần Giuộc đều đọc sớ bằng âm Hán Việt chữ quốc ngữ.
Không lễ hội nào ở Cần Giuộc có tổ chức rước (rước sắc, rước văn, rước nước, rước thánh).
Việc tổ chức hát cho dân làng xem trong lễ hội, chỉ có hình thức tuồng và cải lương, nhưng hiện nay không còn.
Lễ hội là cúng Miếu Bà Chúa Xứ, Bà Ngũ Hành, đa số có hát bóng rỗi, múa mâm vàng.

### Nghề truyền thống
Huyện Cần Giuộc còn 7 nghề truyền thống:
1. Nghề mộc: nằm rải rác ở các xã trong huyện
2. Nghề rèn: còn 50 hộ làm nghề tại xã Trường Bình
3. Nghề se nhang còn 71 hộ làm nghề tại 2 xã: Phước Lâm, Thuận Thành
4. Nghề đóng ghe: chủ yếu ở các xã vùng hạ
5. Nghề chằm lá: chủ yếu ở các xã vùng hạ Phước Vĩnh Đông
6. Nghề đan mây tre chủ yếu ở các xã vùng thượng như: Phước Lý, Phước Lâm, Phước Hậu
7. Nghề đánh bắt cá: chủ yếu ở các xã vùng hạ
8. Nghề cổ truyền có số lượng người tham gia làm nghề đông nhất: Nghề chằm lá
9. Nghề cổ truyền có số lượng người tham gia làm nghề ít nhất nhưng trên nhiều địa bàn nhất: Nghề mộc.

### Nghệ thuật cổ truyền
Huyện Cần Giuộc còn tồn tại sáu loại hình nghệ thuật cổ truyền, đó là: nhạc lễ, nhạc tài tử, múa lân, dân ca (hò đối đáp, hò cấy, hát lý), lò võ, bóng rỗi tại 16 xã, thị trấn:
- Loại hình nghệ thuật còn tồn tại phổ biến nhất: nhạc tài tử (35 nơi), dân ca (19 nơi), nhạc lễ (15 nơi)
- Loại hình nghệ thuật còn nhiều nghệ nhân nhất: nhạc lễ, nhạc tài tử: 24 nghệ nhân, dân ca: 17 nghệ nhân, bóng rỗi: 12.

### Phong tục tập quán
Phong tục tập quán ở Cần Giuộc về cơ bản cũng giống như ở Cần Đước. Trong 19 phong tục, tập quán truyền thống, đa số nhân dân ở Cần Giuộc không còn theo các tục lệ đầy cử, đổi tên (phần âm) cho con, bán con cho phật cho thánh, xuống đồng, hàn thực, cơm mới. Các tục lệ mừng thọ, lên lão, cúng thổ địa ít người còn theo. Tục dựng nêu, hạ nêu rất hiếm người theo và hầu như không còn ai theo.
Tại 17 xã, thị trấn huyện Cần Giuộc còn lưu giữ được 11 phong tục, tập quán truyền thống, trong đó:
- 8 phong tục Thôi nôi đầy tháng, Thờ cúng gia tiên, Rằm tháng Giêng, Thanh minh tảo mộ, Đoan Ngọ, Xá tội vong nhân (rằm tháng 7), trung thu, cúng ông Công ông Táo là còn nhiều người theo.
- 3 phong tục mừng thọ, lên lão, cúng thổ địa là có ít người theo.

Việc bảo lưu phong tục tập quán ở Cần Giuộc không mang giá trị tuyệt đối về mức độ bảo lưu từng phong tục. Cụ thể trong 8 phong tục tập quán còn bảo lưu ở Cần Giuộc, có những phong tục cộng đồng còn lưu giữ nhưng không còn giữ đúng như giá trị của nó do nhiều điều kiện khác nhau.

### Văn hóa ẩm thực
- Cần Giuộc hiện còn các món ăn đặc sản là mắm còng, cua lột, tôm sú, cốm ngò, lịch cũ
- Món ăn nổi tiếng nhất ở Cần Giuộc: cốm ngò.

### Tri thức dân gian
Huyện Cần giuộc hiện còn:
- 34 người biết chữ nho
- 19 người biết bói toán, xem phong thủy
- 45 thầy lang gia truyền
- 30 thầy cúng.

### Di tích - Danh thắng
Toàn huyện hiện còn lại tổng cộng khoảng 14 di tích:
- Di tích lịch sử khu vực Rạch Bà Kiểu: ở ấp Lũy, xã Phước Lại
- Di tích lịch sử khu vực Cầu Kinh là nơi xảy ra trận đánh đầu tiên và ác liệt nhất trong chiến dịch 45 ngày đêm đánh Mỹ ở vùng Hạ Cần Giuộc (từ 5/6 đến 20/07/1967) ở ấp I, xã Phước Vĩnh Tây
- Di tích lịch sử khu vực Ngã Năm Mũi Tàu: địa điểm tập trung cuộc biểu tình ngày 22 tháng 7 năm 1961 (năm Tân Sửu) của nhân dân huyện Cần Giuộc ở xã Trường Bình
- Di tích lịch sử khu vực Sân banh Cần Giuộc ở thị trấn Cần Giuộc
- Di tích lịch sử khu vực Cầu Tre là địa điểm ghi dấu chiến công của quân và dân ta trong cuộc kháng chiến chống Mỹ xâm lược cuối tháng 10 âm lịch năm 1967 ở ấp Thạnh Trung, xã Phước Vĩnh Đông
- Di tích lịch sử khu vực Gò Sáu Ngọc ở ấp Phước Thuận, xã Phước Lâm
- Di tích lịch sử khu lưu niệm Nguyễn Thái Bình ở ấp Trị Yên, xã Tân Kim
- Di tích lịch sử khu tưởng niệm Nguyễn Trung Trực ở ấp Trị Yên, xã Tân Kim
- Di tích lịch sử Đình Chánh Tân Kim
- Di tích lịch sử văn hóa Chùa Tôn Thạnh gắn liền sự tích ông Tăng Ngộ ở ấp Thanh Ba, xã Mỹ Lộc
- Di tích khảo cổ học Rạch Núi ở ấp Tây, xã Đông Thạnh
- Di tích kiến trúc nghệ thuật Miếu Bà Ngũ Hành ở xã Long Thượng
- Di tích lịch sử văn hóa Chùa Thới Bình tọa lạc tại ngã ba Vàm Rạch Dừa thuộc ấp Phước Thới, xã Phước Lại
- Di tích chùa Thạnh Hòa
- Nghĩa trang Cần Giuộc.

## Văn học

### Cần Giuộc trong văn học, thi ca
- Văn tế nghĩa sĩ Cần Giuộc của thi sĩ Nguyễn Đình Chiểu.